# OKI
Oki Electric Industry (яп. 沖電気工業株式会社 Оки дэнки ко:гё: кабусики-гайся, «Электропромышленное акционерное общество Оки», также OKI, OKI Electric или OKI Group; TYO: 6703) — японская компания, производит и продаёт различную электронную продукцию (включая принтеры, банкоматы и различные дургие устройства). Штаб-квартира компании располагается в Токио. OKI работает в более чем 120 странах по всему миру. В год своего основания (1881) изготовила первый в Японии телефон. Годовой оборот компании в 2007 составил 719,7 млрд иен. В компании работает 22 640 человек, в том числе 7327 сотрудников за пределами Японии.

## OKI Printing Solutions
11 мая 2005 OKI Data Corporation заменила свой корпоративный бренд на OKI Printing Solutions. OKI Printing Solutions является торговой маркой OKI Data Corporation и OKI Europe Ltd (Части группы Oki Electric). Годовой оборот OKI Data Corporation в 2007 составил 187,9 млрд иен. Бренд OKI Printing Solutions представлен в более чем 120 странах мира.
Продажи под брендом OKI Printing Solutions делятся между регионами:
- Европа, Ближний Восток и Африка — 54,3 %;
- Центральная и Южная Америка — 22,3 %,
- Азия и Океания — 17,8 %
- другие — 5,6 %.

## OKI
OKI Europe Ltd, подразделение OKI Data Corporation, части группы компаний OKI, специализирующейся на принтерном бизнесе и ведущей продажи под торговым наименованием OKI Printing Solutions, объявила о возврате к бренду своей материнской компании «OKI», начиная с 1 июня 2011 года. Этот шаг совершен в соответствии со среднесрочным бизнес-планом по усилению корпоративной ценности и целостности бренда, благодаря единству между компаниями группы OKI. Начиная с указанной даты и по настоящее время, использование Printing Solutions в названии бренда OKI, когда речь идёт о печатающем оборудовании под этой маркой, является ошибочным.